# モーリタニアの港湾
モーリタニアの港湾（モーリタニアのこうわん、英語: Ports and harbours in Mauritania）は、モーリタニアにおける港湾について記す。

## 一覧
- ヌアクショット港（ヌアクショット）
- ヌアディブ港（ヌアディブ）
- ロッソ港（ロッソ） - 河川港
- ボゲ港（ボゲ） - 河川港
- カエディ港（カエディ） - 河川港